# Mercedes Tunubalá
Mercedes Tunubalá Velasco, més coneguda com Mamá Mercedes o Mercedes Tunubalá, (Silvia (Cauca), 17 de novembre de 1974 -) és una economista especialitzada en projectes d'inversió qui el 27 d'octubre de 2019 es va convertir en la primera dona indígena a ser elegida alcaldesa de Silvia (Cauca). Comparteix amb la indígena u'wa Aura Benilda Tegría Cristancho l'honor de ser les dues primeres dones indígenes alcaldesses triades popularment en Colòmbia.

## Biografia
Mamà Mercedes va néixer a Vereda Campana del municipi de Silvia (orient del Cauca) dins del poble Misak (o guambià) de la unió conformada per Mamá Julia i Taita Manuel.

## Estudis
Va estudiar economia a la Universitat del Valle i es va especialitzar en Projectes d'Inversió en la Seccional Cali de la Universidad Libre (Colombia).
Fou elegida alcaldesa de Silvia, Cauca pel moviment Autoritats Indígenes de Colòmbia, Aico, el 27 d'octubre de 2019. La seva campanya es va denominar "Dona filant govern per a la vida". Abans, va anar en múltiples ocasionis alcaldessa encarregada.